# ヤマノイモ属
ヤマノイモ属 Dioscorea L. はヤマノイモ科の植物群の1つ。この群の中で最大のもので、日本に産する唯一の群でもある。雌雄異株のつる性で地下に芋を持つものが多い。ヤマノイモなど食用の種もあるが、有毒のものもある。

## 特徴
つる性の多年生草本。地下に多肉質の根茎があるが、持たないものもある。茎はつる性で巻き方は様々、いずれにせよ茎がらせんに巻いて他物に絡んで登る。茎は分枝し、また稜や翼がある。葉は互生、あるいは対生に出る。葉身は単葉で縁が滑らかなもの、その縁が掌状に浅く裂け、あるいは深く裂けるもの、あるいは3-7個の小葉に分かれた掌状の複葉をしている。単葉のものではその基部は凹んで心形となるものが多いが、楕円形になっているものもある。葉脈は主たる脈は掌状に出て湾曲して伸びて先端で収束し、掌状に伸びる脈の間を連絡する小さな網状の脈がある。葉柄は長くてねじれる。

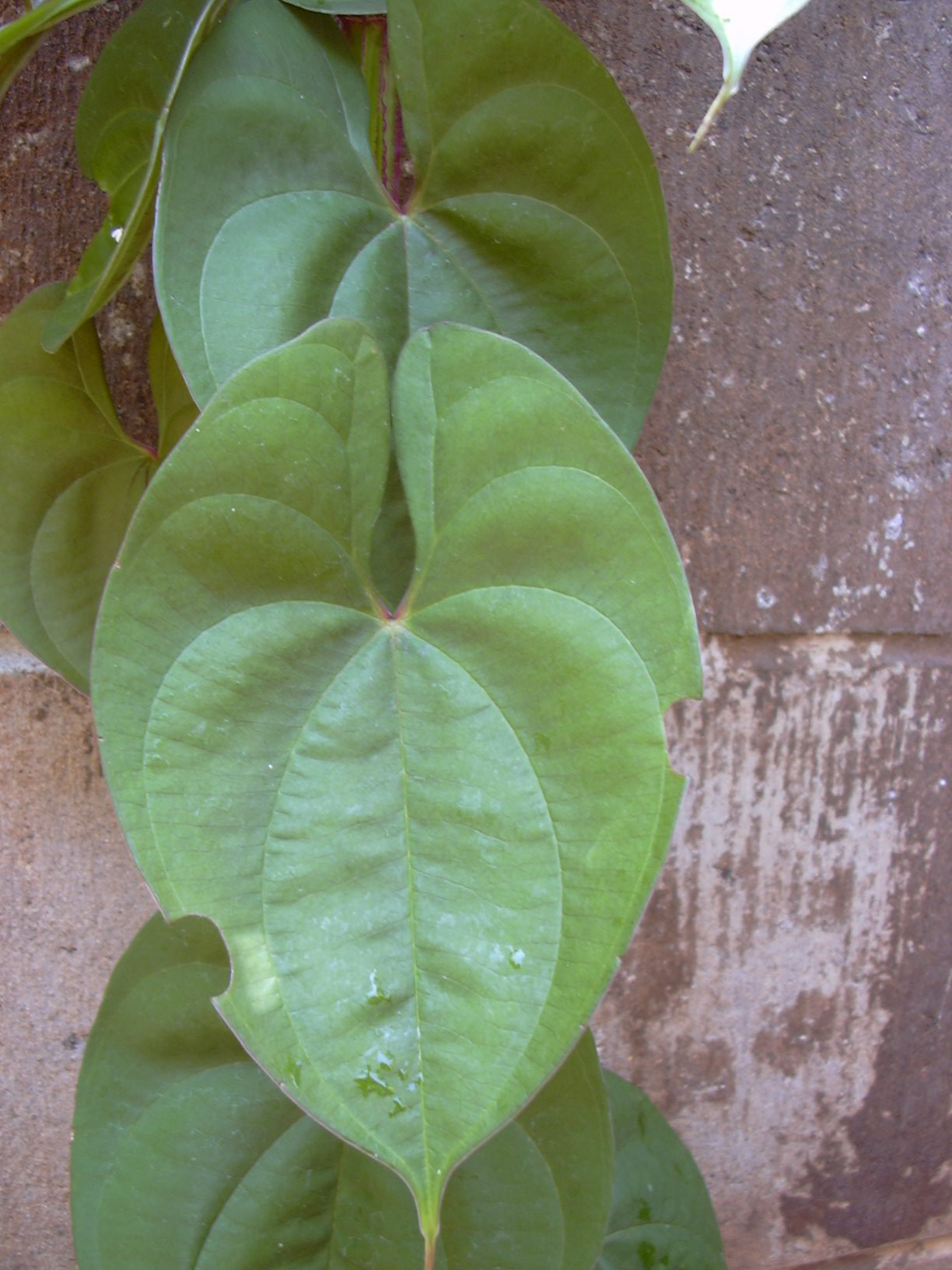
縁の滑らかな単葉の例 ダイジョ
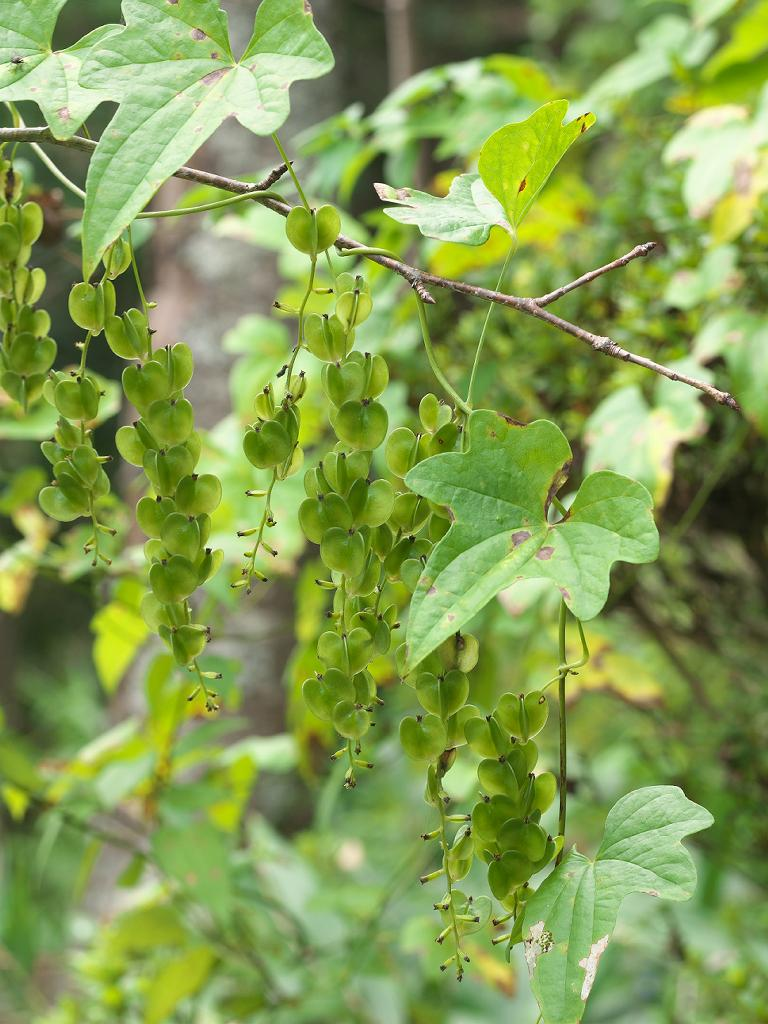
葉の縁に裂片を生じる例 カエデドコロ
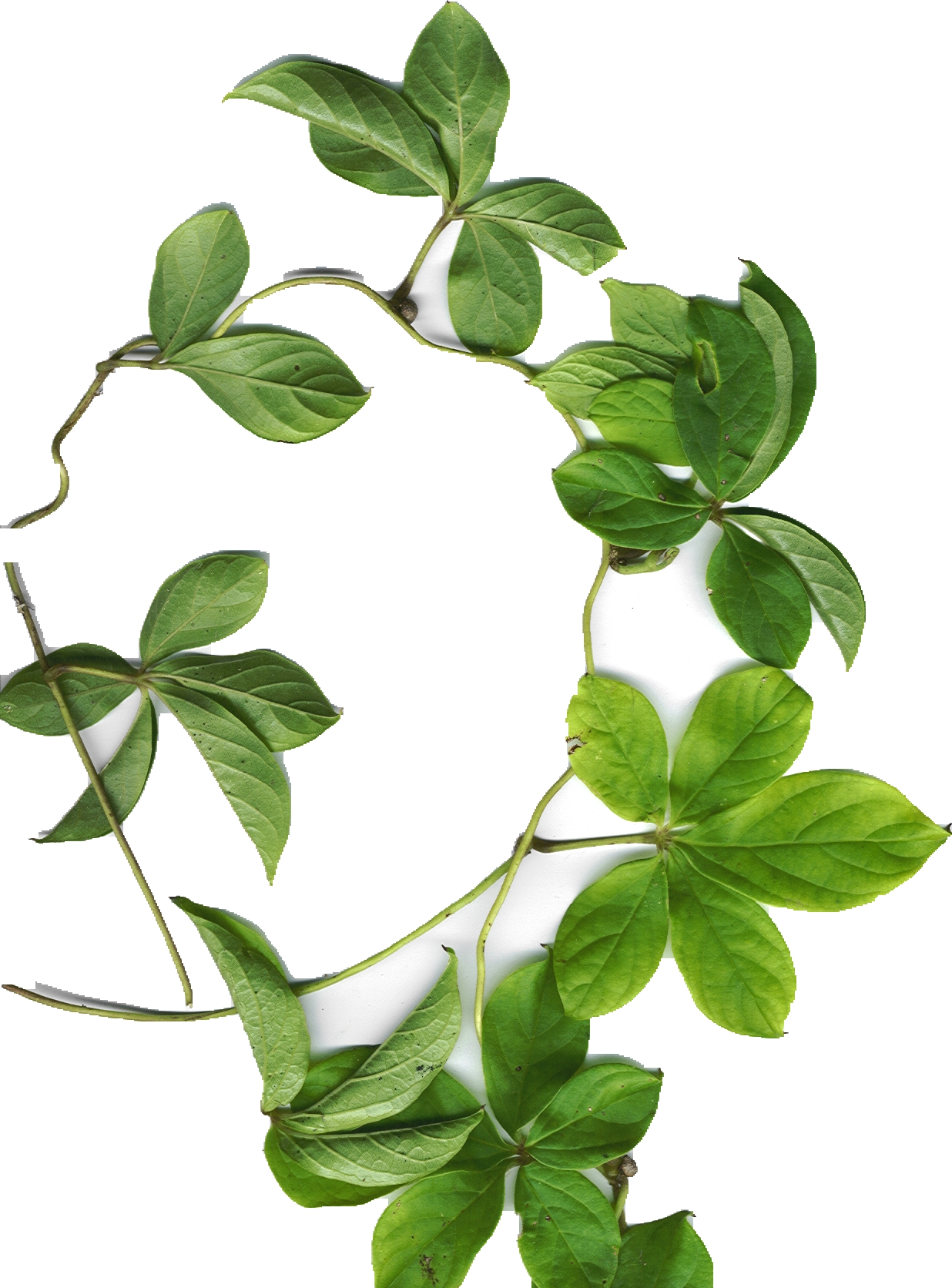
掌状複葉の例 アケビドコロ

花は葉腋から出て単独に生じるか穂状、円錐状などの花序を作り、花序の枝は直立するもの、斜めに伸びるもの、垂れ下がるものなどがある。花は単性で、小さくて白から黄緑色をしており、柄はあるものとないものがある。花被片は6個あり、披針形から広楕円形で、平らに開くものも開かないものもある。雄花では雄しべはそれぞれ離れているものが多いが、互いに癒合して柱状となっているものもある。雌花では子房は3室で、それぞれに2個の胚珠を含む。果実は蒴果で、3つの翼がある。この翼の部分に種子が含まれており、胞背裂開する。種子は扁平で、その周囲を薄く伸びた翼に包まれているが、片側のみのものや全く持たないものもある。

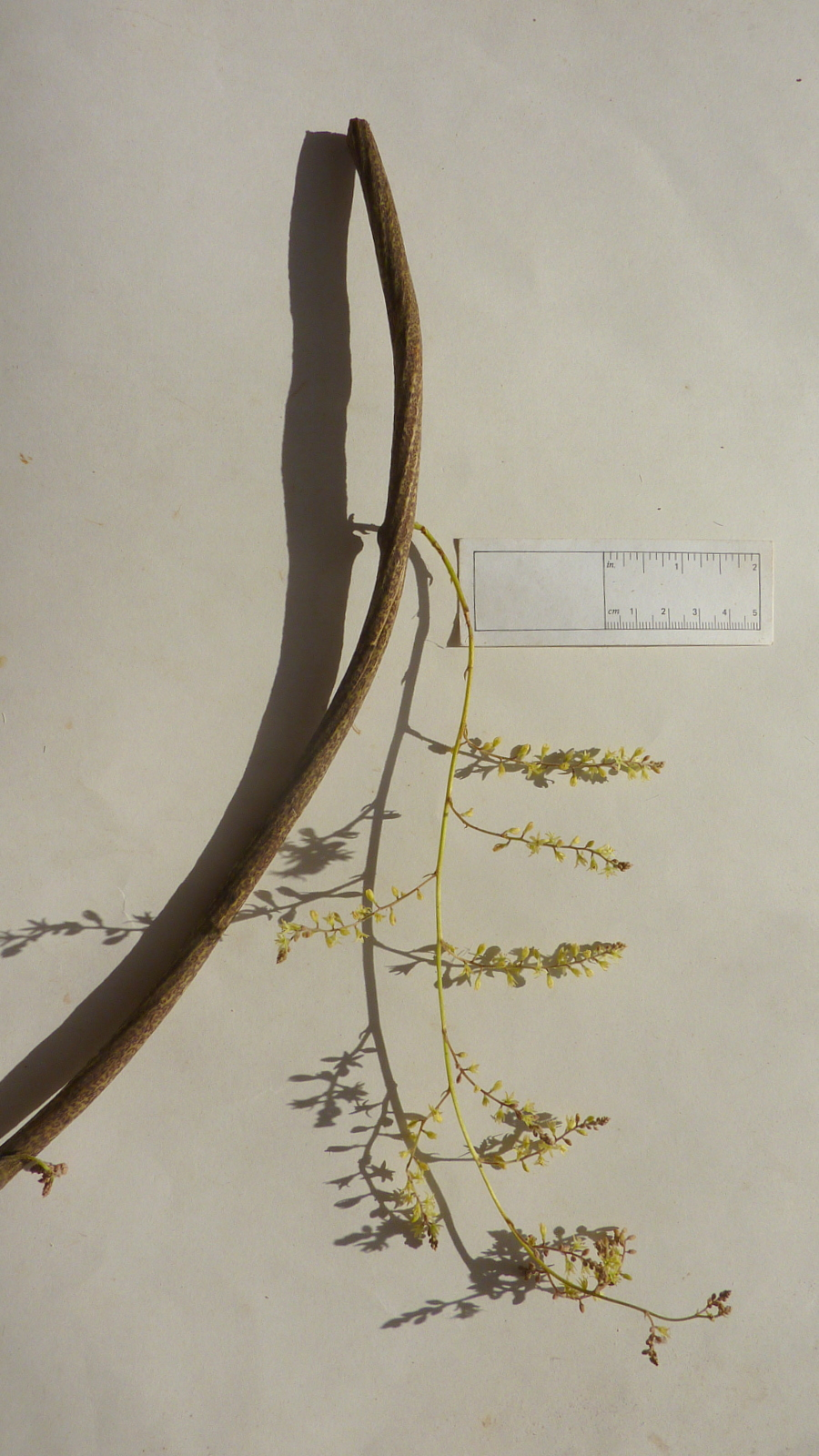
雄花の花序 以下すべて Dioscorea dodecaneura
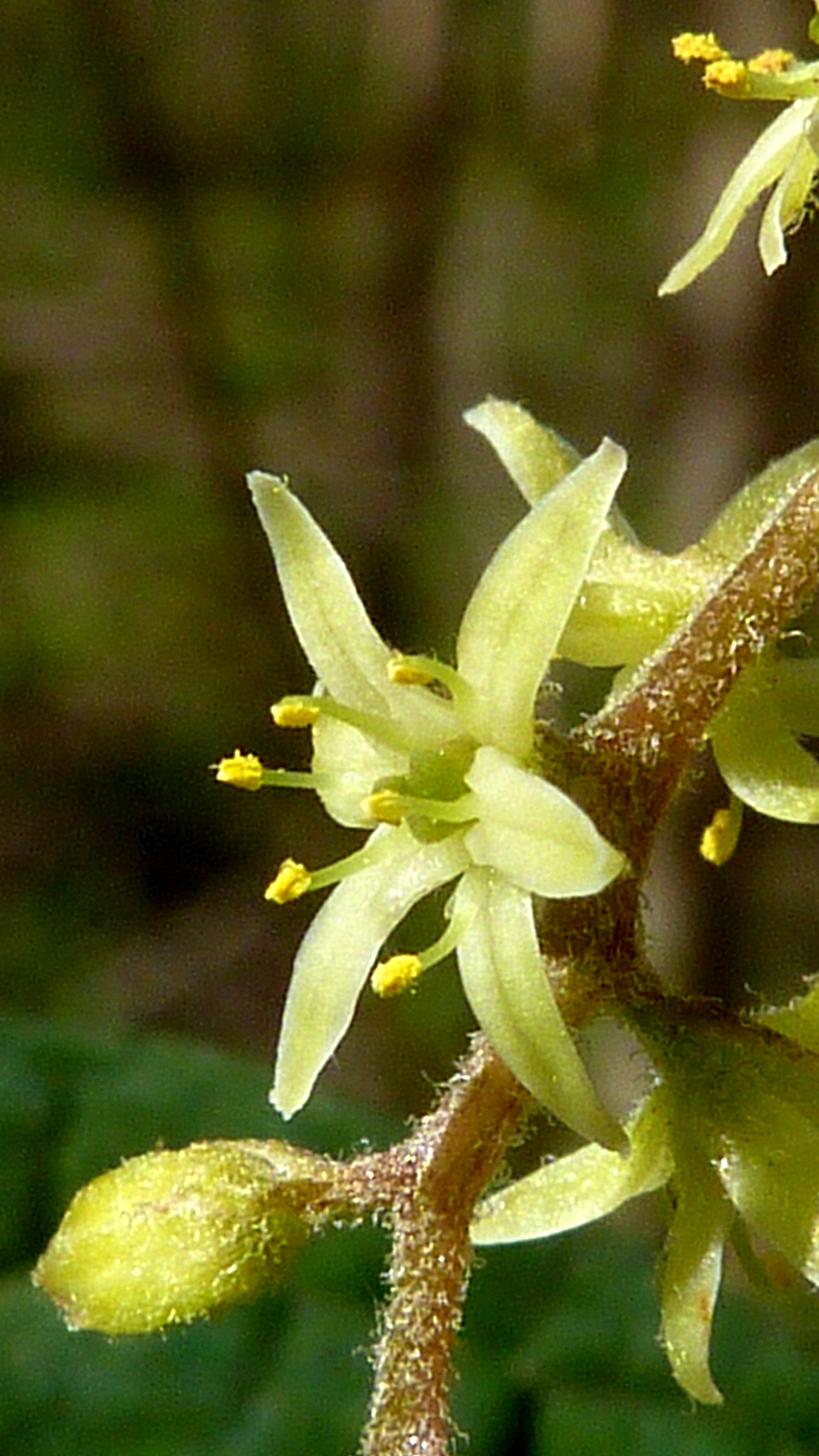
雄花
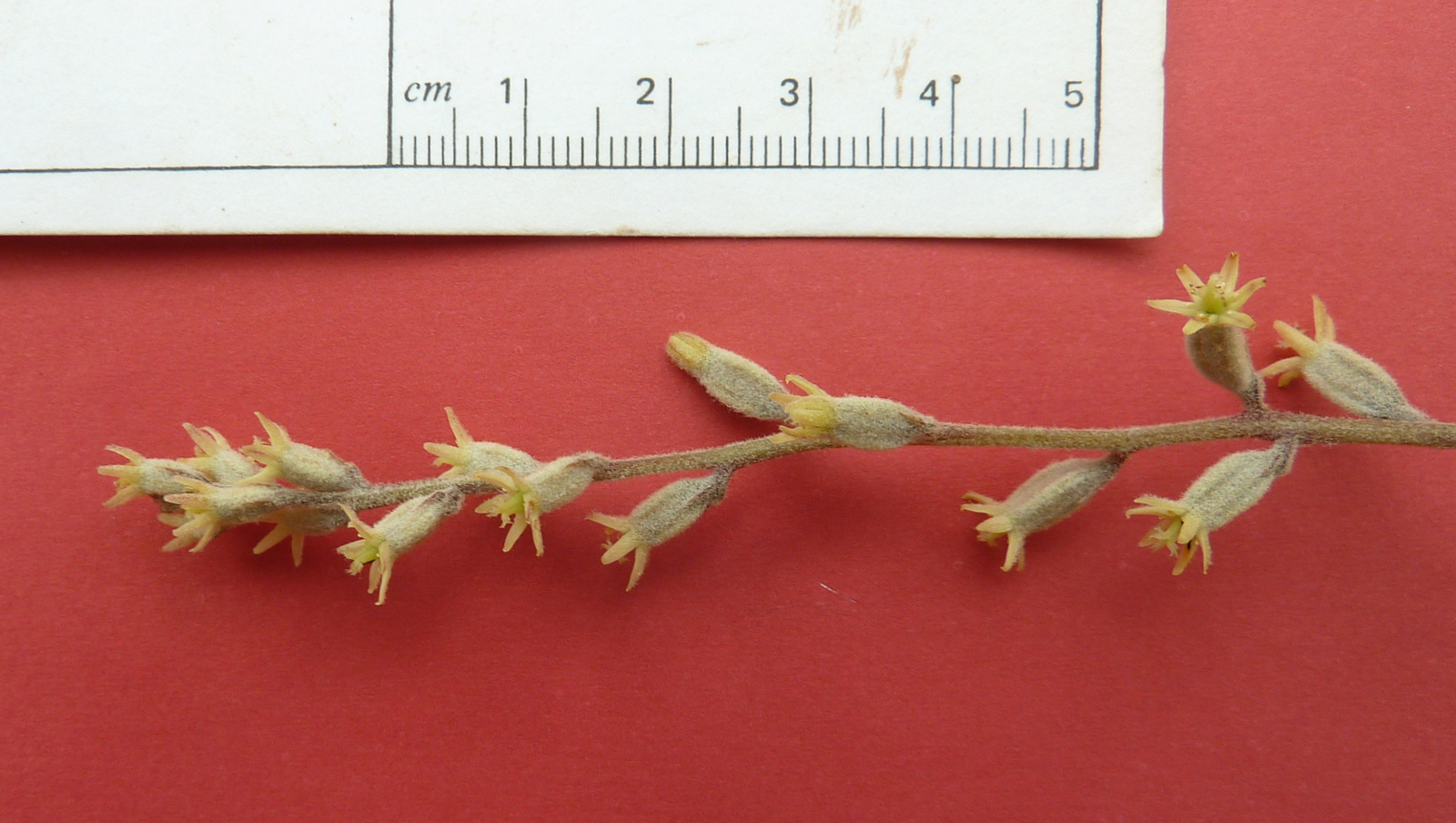
雌花の花序
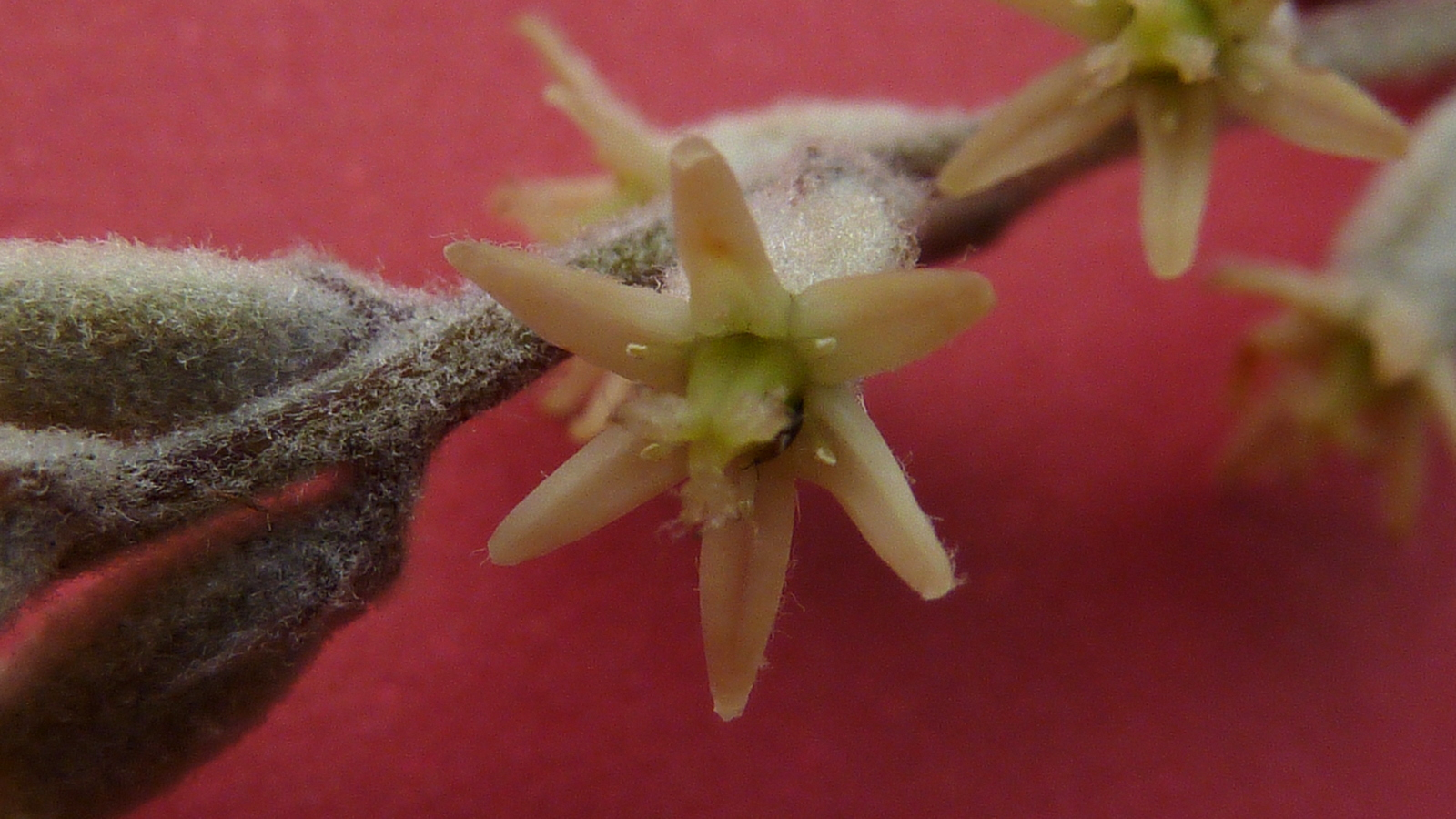
雌花
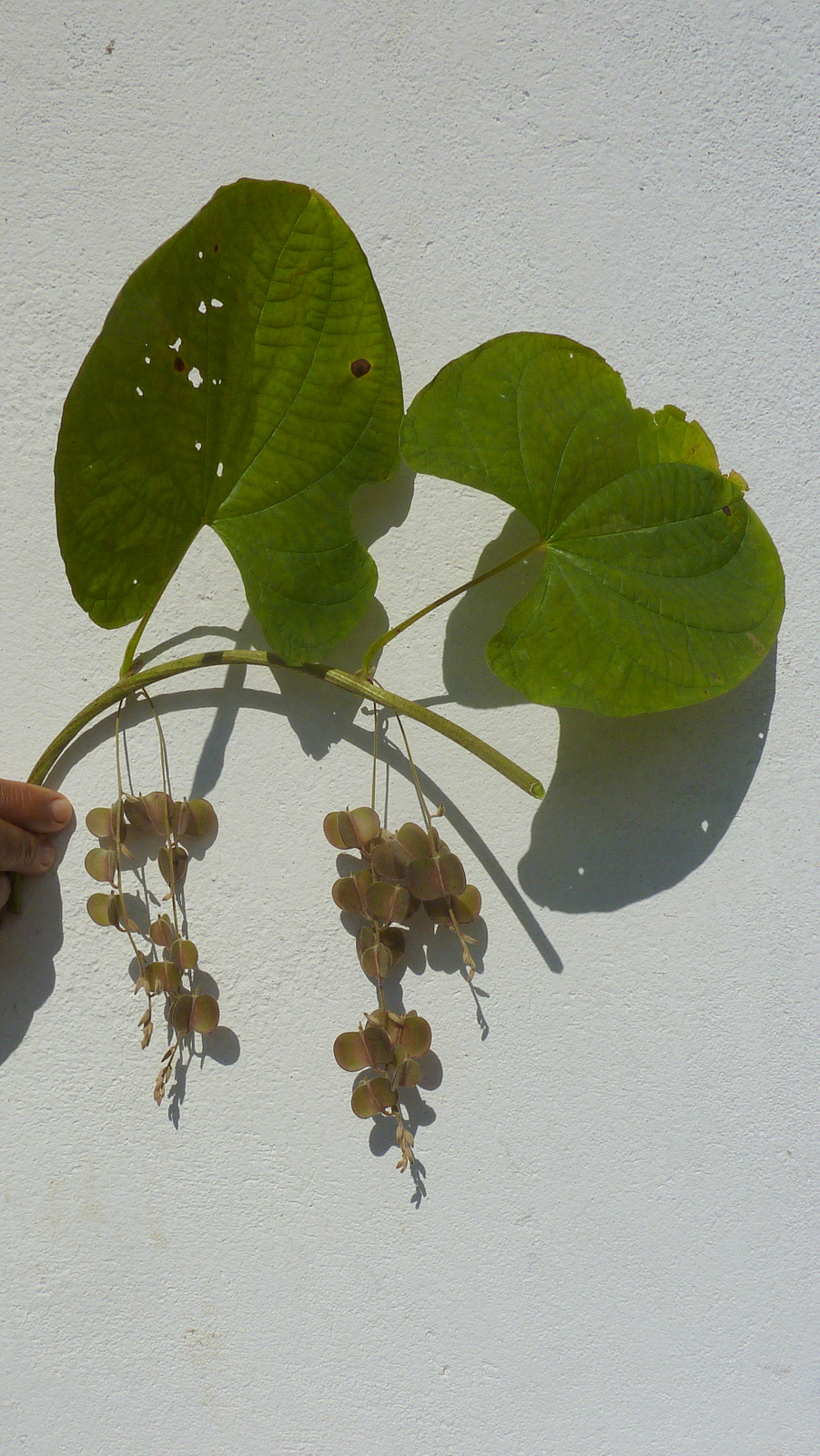
雌花と未熟な果実
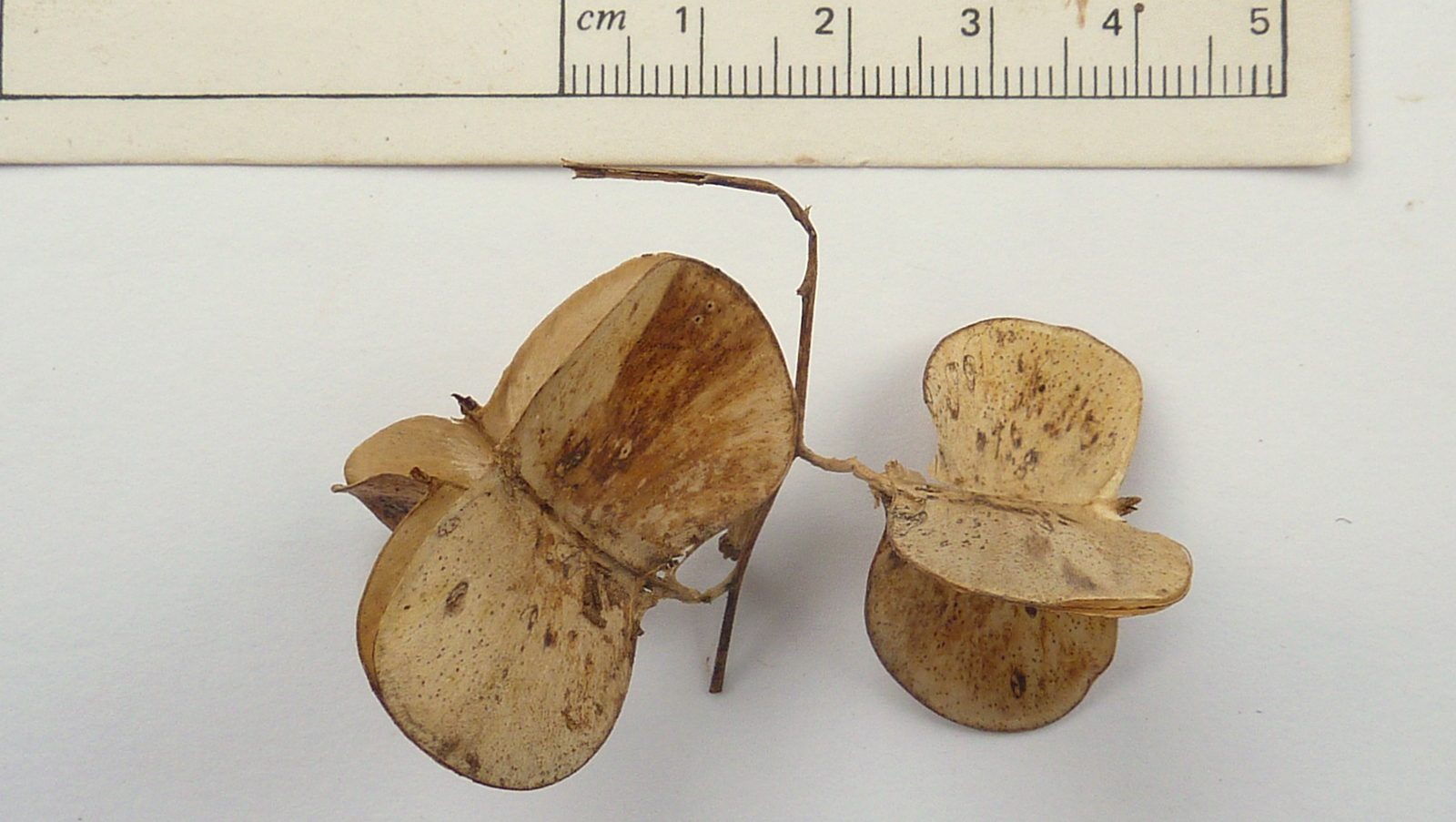
成熟した果実・口を開いている状態
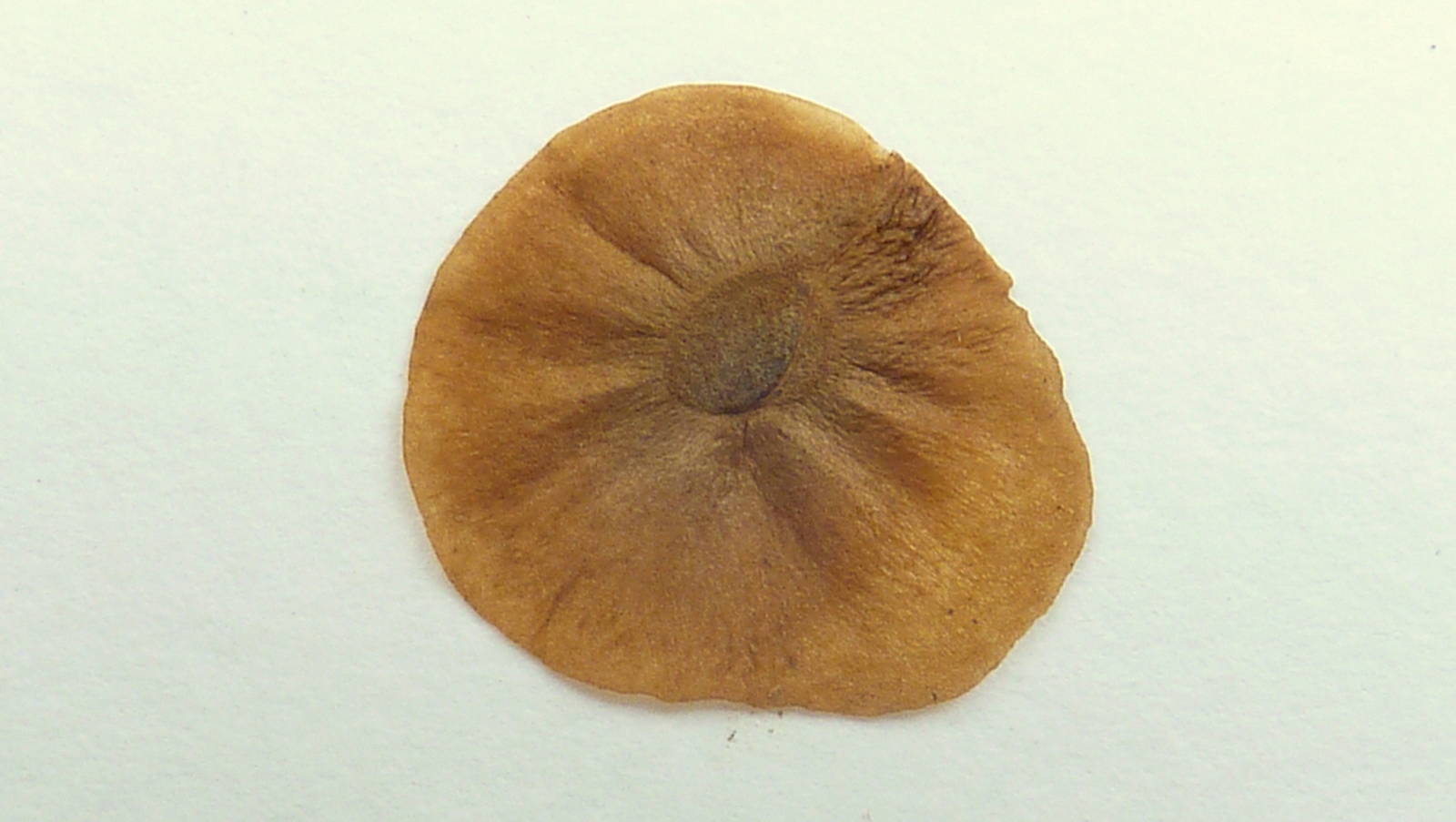
種子・全周に翼がある

## 分類
ヤマノイモ科には世界で3属630種ほどがあるが、そのほとんど全部が本属のものである。

## 分布と種
世界の熱帯から亜熱帯地域にかけ、約630種が知られ、特に熱帯アメリカで種が多い。日本では以下のような種が知られている。
- Dioscorea　ヤマノイモ属
  - D. alata ダイジョ
  - D. asclepiadea ツクシタチドコロ
  - D. bulbifera ニガカシュウ
  - D. cirrhosa ソメモノイモ
  - D. gracillima タチドコロ
  - D. izuensis イズドコロ
  - D. japonica ヤマノイモ
  - D. luzonensis ルゾンヤマイモ
  - D. nipponica ウチワドコロ
  - D. pentaphylla アケビドコロ
  - D. polystachya ナガイモ
  - D. pseudojaponica キールンヤマノイモ
  - D. quinquelobata カエデドコロ
  - D. septemloba キクバドコロ
  - D. tabatae ユワンオニドコロ
  - D. tenuipes ヒメドコロ
  - D. tokoro オニドコロ

## 利害
この属の植物には冬期や乾期など生育に適さない時期に地上部を枯らせ、地下の塊茎で過ごすものが多くあり、それが食用として利用されるものも数多い。それらはいわゆるヤムイモと呼ばれるもので、種としては15種ほどとされる。それらについては該当の記事を参照されたい。ただし有毒種もあり、日本ではカエデドコロなどがそれに当たるが、それらの根茎を食用種と間違えて中毒する事例も知られる。他方でそのような有毒種も適切に処理すれば食用となることも知られる。
またヤマノイモやニガカシュウなど、地上茎の葉柄のところにムカゴを生じるものもあり、食用種のそれはやはり食べられる。カシュウイモ（ニガカシュウの栽培品種）などはむしろムカゴが大きいのでそれを目的に栽培されたものである。
特殊な例として、琉球列島のソメモノイモは染色に利用された。
少数ながら観賞用とされる種もある。南アフリカ産の D. elephantipes は塊茎が地表に露出し、その表面が亀甲状になるのが目を引き、亀甲竜とも呼ばれ、多肉植物の1つとして栽培される。

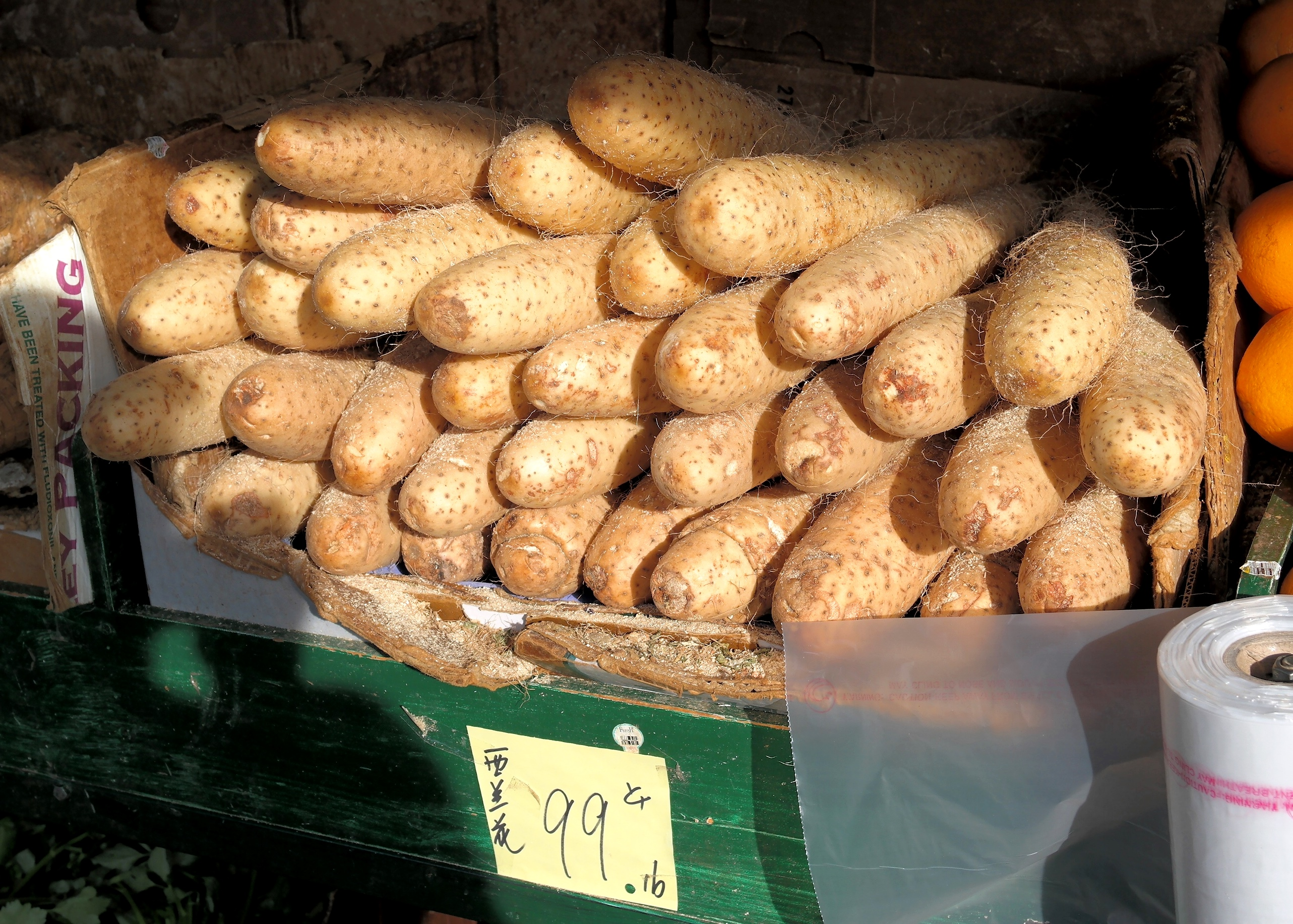
食用の芋・保管されている様子 ナガイモ
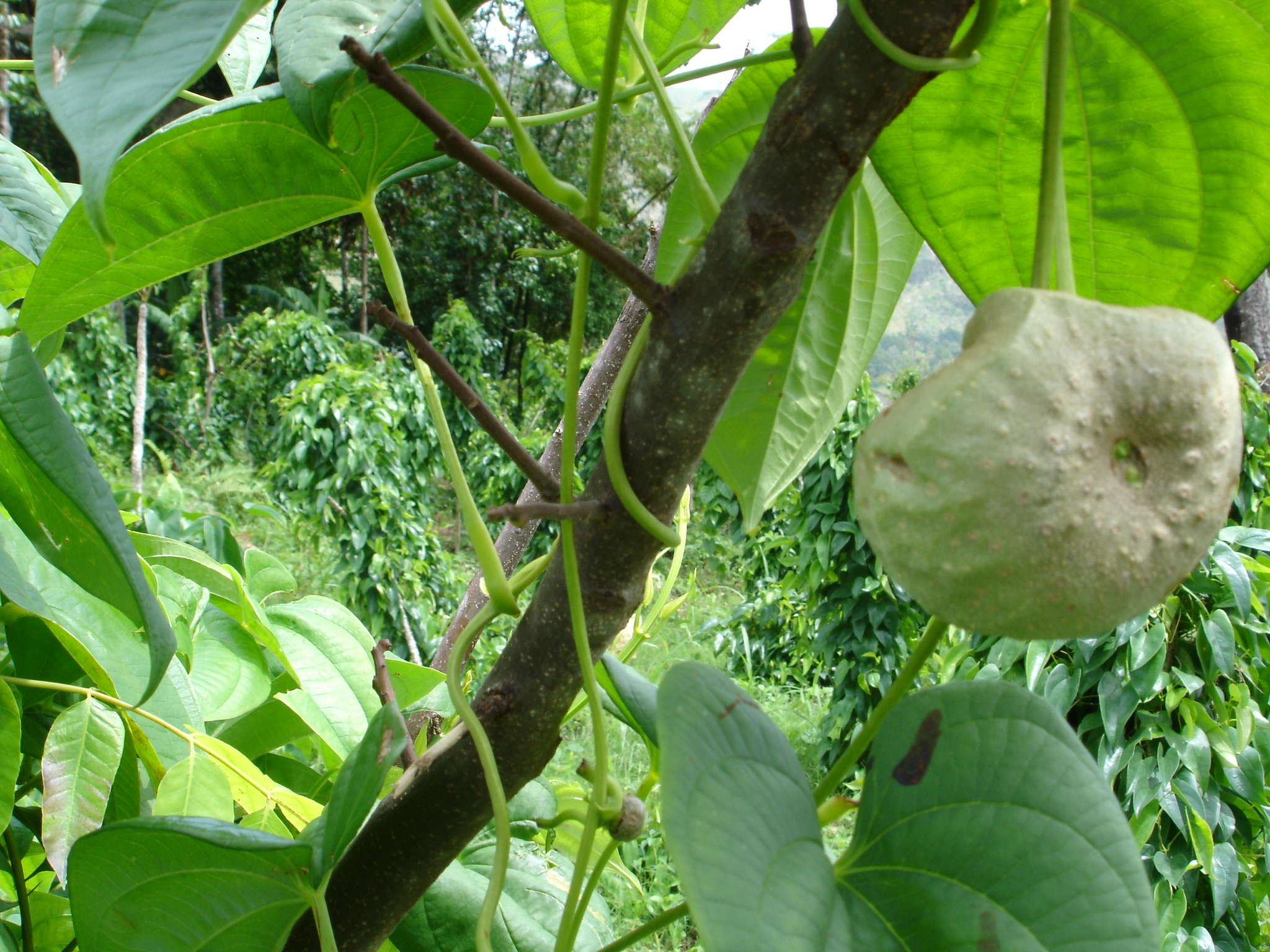
食用とされるニガカシュウの大きなムカゴ
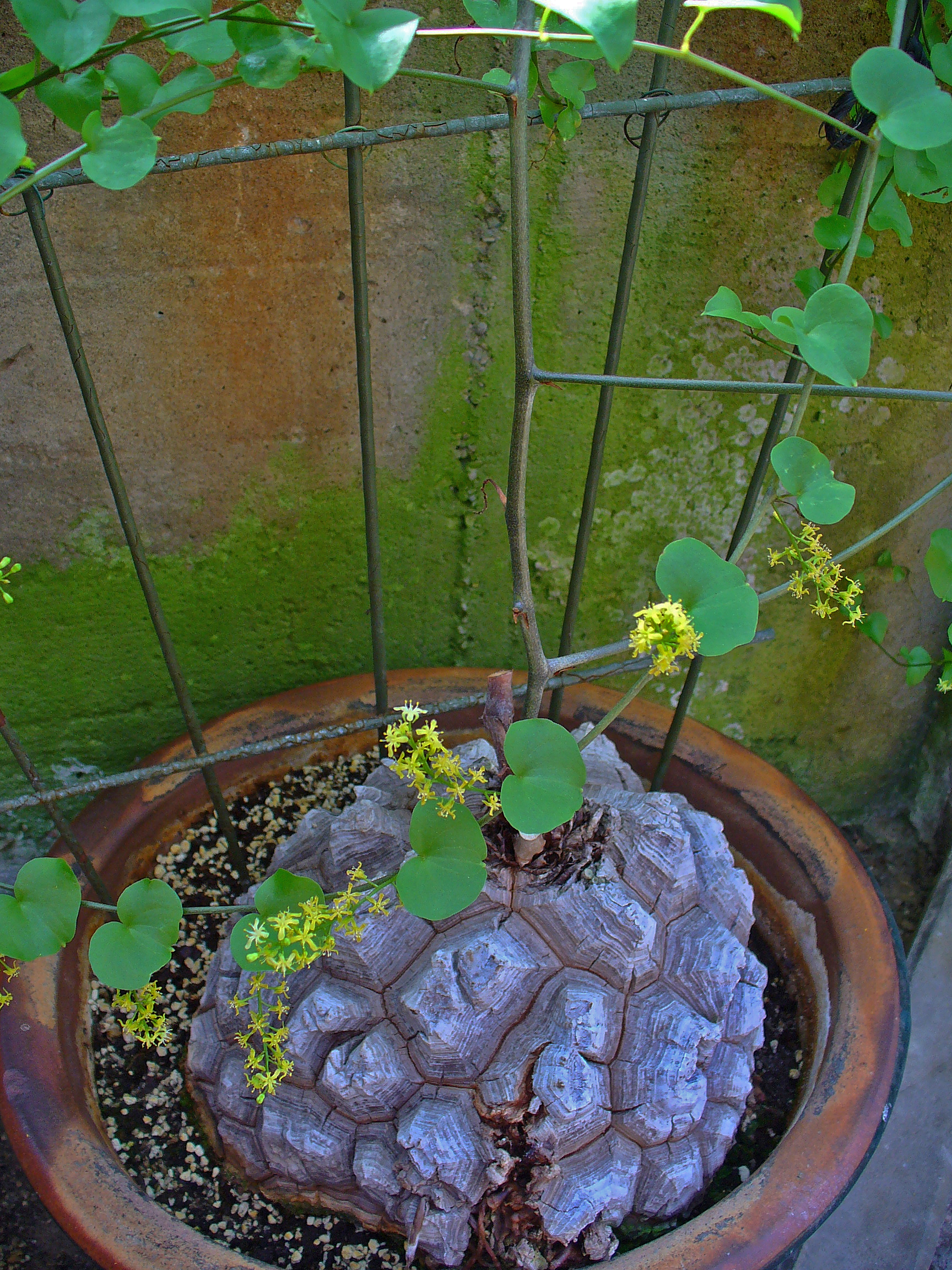
観賞用に栽培されている亀甲竜